# جيل بوليو
جيل بوليو صحفي فرنسي ، ولد 25 ماي 1962 في باريس .
هو صحفي ومراسل في تي اف 1 و ال سي ايي لعدة سنوات، أمضى عشر سنوات في الخارج كمراسل في لندن ثم واشنطن .و هو رئيس العمليات الخاصة منذ عام 2011، أصبح مقدم نشرة الأخبار الساعة 8 مساءً على قناةلورانس فيراري .